# Zag
Zag (pronuncia izzag), é uma cidade e municipio no sul do Marrocos, na província de Assa-Zag, região de de Guelmim-Oued Noun. De acordo com o censo de 2014 o município tinha uma população de 12.763 habitantes.

## História
Entre 1912 a 1958 a cidade pertenceu ao protetorado do Sul de Marrocos, do então protetorado Espanhol de Marrocos. Entre 1946 e 1958 foi administrado como parte da África Ocidental Espanhola.

## Demografia
O crescimento demográfico da cidade ao longo dos anos é a seguinte:
| Municipio | Habitantes em | Habitantes em | Habitantes em |
| Municipio | 2014          | 2004          | 1994          |
| --------- | ------------- | ------------- | ------------- |
| Zag       | 12 763        | 12 653        | 2 759         |

Em 2004 a cidade tinha 7.751 habitantes e o município tinha 12.653 habitantes.